# 时空之轮角色列表
以下是时空之轮的角色列表。

## 主要角色
克羅諾（Crono）(也有港譯-勞克諾)
所屬 A.D.1000年（現代）
屬性：天
名字由來：「Crono」與本作「Chrono Trigger」相近。
本作主角，17歲。在王國的千年祭典上撞到瑪爾而結識，因為瑪爾的要求而帶著她逛整個祭典，後來受邀接受參加露卡的時光機實驗，完成一次實驗後，沒想到瑪爾自告奮勇上去實驗，此時瑪爾的項鍊發出一陣光芒後，消失在時空的傳送門之中，克羅諾撿起項鍊決定跟上前去一探究竟，好將瑪爾給救回來，其後捲入一連串陰謀被迫展開旅程....
從中世紀通過時空傳送門回到現代之後，為了護送瑪爾回王國的城堡的時候，突然被大臣認定是綁架公主的犯人而被士兵們抓住
之後在王國的法院審判被判定有罪而被關進了空中刑務所等待處刑，之後靠著自己和露卡的幫忙逃走了並摧毀了龍戰車
兩人逃到王城大廳的時候，被發現逃獄的士兵們重重包圍，後來瑪爾利用公主權力來讓士兵聽話，但加爾蒂亞國王來了並阻止兩人逃走，
最後瑪爾在與父王吵架並關係變僵之後，帶著兩人離開了王城
故事後期眾人在古代的海底神殿用赤紅短劍破壞魔神器後拉沃斯出現並戰鬥，戰敗後一人去挑戰拉沃斯，被其強烈的閃電強光吞噬後身體消失後死亡
使用的武器為日本刀，唯一保留魔法王國時代魔法能力的現代人，能操控最強屬性"天"，可以使用雷屬性魔法。
瑪爾（Marle）(也有港譯-瑪莉)
所屬 A.D.1000年（現代）
屬性：水
全名為瑪爾蒂亞（マールディア）
本作女主角，現代（A.D.1000年）加爾蒂亞王國的公主，性感活潑的美少女，16歲。
在千年祭典中跟克羅諾相遇後結伴而行，因為露卡的發明的傳送裝置發生意外而飛往了中世紀，到了中世紀（A.D.600年）的瑪爾被誤認為國王的王妃莉妮，因為自己的祖先莉妮被魔物綁架：導致原本搜索王妃的行動中斷，直接改變了原有的歷史，所以身為其後代的瑪爾的存在也跟著抹消，
克羅諾一行人在救出真正的王妃後，瑪爾再次安然出現後一路伴隨克羅諾冒險直到一切結束。
奔放外向的性格讓她不喜歡充滿拘束的王宮生活，常常翹出王城遊玩。其中一個結局為與拯救世界的勇者克羅諾結婚。
使用的武器為弩箭，以冰屬性魔法為主，也能使用回復、復活等輔助魔法
露卡（Lucca）(也有港譯-露加)
所屬 A.D.1000年（現代）
屬性：火
主角的青梅竹馬，19歲，頭腦非常的聰明，經常發明奇奇怪怪的東西，有時當然會發生一點意外，例如爆炸…等等，
因為物質傳送實驗，出現差錯而讓瑪爾被吸進時空傳送門，為了彌補過錯，製作了開啟時空傳送門的道具後追上克羅諾。
其母於10年前（A.D.990年）一次意外中雙腳永久傷殘。
使用的武器為手槍，使用火屬性魔法。
青蛙（Frog）
所屬 （A.D.600年）（中世）
屬性：水
本名葛蘭（グレン，Glenn），在遭到變成青蛙的詛咒前曾是一位人類
中世（A.D.600年）加爾蒂亞王國騎士，和前騎士團團長塞拉斯是好友
10年前與好友加爾蒂亞騎士團團長塞拉斯一起去討伐魔王軍，兩人在デナドロ山與魔王對峙時，因為與魔王之間的實力差距太大，塞拉斯受到魔王的襲擊而戰死，聖劍格蘭德里昂（グランドリオン/Grandleon ）也因此折斷。倖存下來的葛蘭因為受到魔王的詛咒而變成了青蛙的模樣，之後隱藏了真實身分並在暗地裡一直守候著莉妮王妃
在克羅諾拿著修好的聖劍再次出現時，下定決心要繼承好友的遺志，前去討伐魔王。
聖劍格蘭德里昂的新主，誓殺魔王報仇。其中一個結局為在決鬥中殺死魔王變回人類(只見背影而無正面樣貌)。
羅伯（Robo）(也有港譯-羅波)
所屬 A.D.2300年（未來）
屬性：無
原本因為過度損壞而棄置於被未來的普羅梅特巨蛋（プロメテドーム）的機器人，製造編號為「R66-Y」
後來被來到巨蛋的露卡給修好，並被克羅諾一行人取名為羅伯（ロボ）
和克羅諾一行人前往工廠遺跡好接通緊急電源，但在遺跡深處中受到機器人同伴攻擊而再度嚴重損壞，再次修好時正式加入隊伍中。
原名普羅米修斯（プロメテス），最初是母機製作出來觀察人類生態的機器人，最後違反母機和克羅諾一行將母機摧毀。
曾經有一名機器人女友阿特羅波斯，遭到母機修改為殺人機器，被羅伯親手破壞。
艾拉（Ayla）
所屬 B.C.65000000年（原始時代）
屬性：無
24歲，漂亮的部落女酋長，在原始時代中為了修復聖劍協助過克羅諾，當克羅諾再次拜訪時，其部族受到恐龍人俘虜，克羅諾助其打倒恐龍人，為了報答此恩情正式加入隊伍中。性格直爽豪邁重義氣，力大無窮。
特色是不用裝備武器。
魔王／賈基（Janus／Magus）
屬性：冥
原本是B.C.12000年魔法王國吉爾（魔法の王国ジール）的王子，因為其母親女王過度相信拉沃斯的力量而讓魔法王國毀滅，還被母親流放到其它時空中，在中世紀（A.D.600年）長大成人，一直在尋找自己的姊姊莎菈。
之後成為中世紀的魔王，領導魔族與人類大戰。
滿足特殊條件可加入克羅諾行列，目的是消滅拉沃斯。武器只有三把，都要在事件中獲得。
其中一個結局為與青蛙決鬥敗北而死。

## 其他角色

### 原始時代 B.C.65000000年
- 基诺
  - 艾拉所信任的部族男孩。
  - 後來在艾拉離開後成為部族的酋長。

- 阿澤拉
  - 恐龍王
  - 領導恐龍與人類爭奪生存權。
  - 最後服從大地規則，認定人類取代恐龍人，不願被艾拉拯救而喪命。

### 魔法王國時代 B.C.12000年
- 薩拉(サラ)
  - 魔法王國的公主，嘉基(魔王)的胞姐，有著比母親還要強大的魔力
  - 最後犧牲自己將克羅諾的同伴們送離海底神殿。
  - 於某平行宇宙中，與拉沃斯融合成更強的生物。

- 基爾(ジール)
  - 魔法王國的獨裁女王。
  - 野心是想永生統治宇宙。
  - 意圖利用拉沃斯統治宇宙。
  - 將嘉基送往中世的人。
  - 喚醒拉沃斯的人。

- 哈什(ハッシュ)
  - 於時間的盡頭中的老人。
  - 實際上是魔法王國三賢者中的一人，《時之賢者》
  - 製造出時之卵，是使克羅諾復活的關鍵

- 波什（ボッシュ）
  - 魔法王國三賢者之一，《命之賢者》
  - 魔神器建造計畫的負責人
  - 聖劍格蘭德里昂、朵蓮的創造者

- 伽什(ガッシュ)
  - 被時空門送往未來，現以努的形象存活於世
  - 銀翼號、海底神殿、黑鳥號的設計者。
  - 魔法王國三賢者之一，《理之賢者》

### 中世紀 A.D.600年
- 加爾蒂亞21世(ガルディア21世/Guardia XXI)
  - A.D.600年的加爾蒂亞王國國王

- 莉妮(リーネ /Leene)
  - A.D.600年的加魯蒂亞王國王妃，外貌與瑪爾長得很像
  - 瑪爾在中世紀曾被誤認成這個人，瑪爾的祖先
  - 原本的歷史中因為被魔物綁架而失蹤，後來被平安無事的救出
  - 但因為瑪爾來到中世紀後被誤認為王妃，導致歷史被改變
  - 最後在克羅洛一行人打倒了雅庫拉被成功救出來

- 塞拉斯(サイラス/Cyrus)
  - 前加魯蒂亞騎士團團長。
  - 葛蘭（即青蛙）的好友，曾經挑戰過怪物黃金蛙（ゴールデンフロッグ）並獲得勝利奪回勇者徽章
  - 聖劍格蘭德里昂原主人，10年前（A.D.590年）帶著聖劍與好友葛蘭在迪那多羅山（デナドロ山）一同去挑戰魔王
  - 最後因實力不敵而死於魔王手下。
  - 必殺技是涅槃斬擊（ニルヴァーナ・スラッシュ，Nirvana Strike）

- 比内加（ビネガー/Ozzie）
  - 魔王的三位將軍之一，狡猾的軍事參謀。
  - 陷入危機就會逃走，口頭禪是「比內加～大危機」
  - 三位將軍中最容易弄出笑話的角色。

- 瑪由妮（マヨネー/Flea）
  - 魔王的三位將軍之一，性別不明
  - 擅長使用空間魔法，稱號為「空魔導士」
  - 裝成蝙蝠跟蹤克羅諾一行人。

- 索伊索（ソイソー/Slash）
  - 魔王的三位將軍之一，稱號為「外法劍士」
  - 擅長使用劍法，喜歡堂堂正正得決一勝負的劍士

- 達達（タータ/Tata）
  - 自稱勇者的小孩。
  - 因撿到勇者徽章而被誤認為勇者

- 雅庫拉（ヤクラ）
  - 綁架利妮的魔物，並偽裝成大臣的樣子
  - 最終被克羅洛一行人識破並擊敗，子孫雅庫拉13世也以相同作法扮做大臣

- 托马·萊文（トマ・レバイン）
  - 有意尋找虹色貝殼的冒險家
  - 十分喜歡喝酒，子孫為A.D.1000年的托瑪13世

### 現代 A.D.1000年
- 吉娜（ジナ）
  - 克羅諾的母親

- 拉拉（ララ）
  - 露卡的母親
  - 於A.D.990年的一場意外中導致下半身永久癱瘓。

- 塔班（タバン）
  - 露卡的父親，同樣是發明家
  - 造出強力的武器和防具來幫助露卡

- 加爾蒂亞王33世（ガルディア33世）
  - 加爾蒂亞王國國王同時也是瑪爾的父親
  - 個性固執，對時常跑出去的瑪爾十分煩惱
  - 虹之貝殼事件後，和瑪爾進行了和解

- 王妃（アリーチェ）
  - 瑪爾的母親。
  - 因國王的無視而死。

- 比內加8世（ビネガー8世）
  - 梅迪納村的村長，比內加的後代
  - 時常仗著祖先的地位來使喚下人。
  - 歷史改變後淪為僕人。

### 拉沃斯之日 A.D.1999年
- 拉沃斯
  - 毀滅世界的不明外星礦型生物。
  - 其核心是創造生命的神。

### 未來 A.D.2300年
- 東恩（ドン）
  - 亞利斯巨蛋（アリスドーム）之長，A.D.1999年情報中心所長的末裔，也是加魯蒂亞王室的後代
  - 在遇見克羅洛一行人後，獲得了生存的希望
- 強尼（ジョニー）
  - 在32號廢墟（３２号廃墟）中率領暴走機器軍團的領袖
  - 可以將自身變形成機車，喜歡進行競速賽車
  - 在克羅諾打算乘坐噴射機車穿越廢墟的時候突然出現，並和其進行了機車競賽
- 母腦（マザーブレーン）
  - 機器人的主機。
  - 有意統治世界。
  - 認為機器人應代替人類。
- 阿特羅波絲145（アトロポス145 ）
  - 被母親消去記憶，攻擊羅博，最後死去。

### 時間的盡頭
- 斯佩齊奧
  - 自稱戰神，觀看所有時空中的戰鬥
  - 外貌隨著觀看者的強度而有所不同
  - 會傳授克羅諾一行人魔法